# Élections régionales de 1998 en Guadeloupe
Pour un article plus général, voir Élections régionales françaises de 1998.
Les quatrièmes élections régionales de la région Guadeloupe ont eu lieu le 15 mars 1998.

## Contexte et listes candidates
Les élections précédentes ont porté au pouvoir Lucette Michaux-Chevry, qui a bénéficié de l'éclatement des partis socialistes et communistes et du ralliement de dissidents à sa liste. La position de Dominique Larifla, qui a voté pour elle pour la présidence à la place du candidat de gauche le mieux placé, a dynamité le jeu politique et idéologique local. 

### Liste Extrême droite
Ibo Simon, ancien chanteur de reggae, animateur vedette de Canal 10, connu pour ses diatribes violemment racistes visant les haïtiens et les dominiquais, se présente après avoir été élu conseiller municipal de Pointe-à-Pitre en 1995.

### Liste Divers droite (NOFWAP)
Henri Yoyotte et Octavie Losio fondent « Nofwap, la Guadeloupe en Action (NOFWAP) », qui défend également des positions anti haïtiennes, couplées à des refrains autonomistes.

### Liste RPR
La liste de la présidente sortante, Lucette Michaux-Chevry, membre du RPR se présente cette fois sans le soutien de l'UDF. Malgré ses multiples mises en examen elle reste la grande favorite du scrutin.

### ListeUDF
Amédée Adélaïde, ancien du RPR se présente cette fois avec l'étiquette UDF.

### Liste commune de la gauche pro Larifla (GUSR-FGPS-PPDG)
Le patriarche socialiste et patron incontesté de la fédération socialiste Frédéric Jalton est mort en 1995.
Pour affronter la présidente sortante, une union entre les anciens adversaires socialistes de la FGPS et du GUSR est mise sur pied, avec également les anciens communistes pro Larifla du PPDG.

### Liste socialiste dissidente
Elle est menée par l'ancien président de région (1986-1992) Félix Proto, qui a été fortement combattu par Dominique Larifla et ne veut donc pas faire liste commune avec lui.

### Listes des Verts
Pour la première fois apparaît une liste écologiste aux régionales en Guadeloupe. Elle est dirigée par Maurice Anselme, ingénieur agronome, membre des Verts.

### Liste divers gauche (PSG)
José Toribio, maire du Lamentin relance une liste sous le nom du Parti Socialiste Guadeloupéen, fondé par so père. 

### Liste communiste (PCG)
Le PCG, opposé à toute alliance avec les dissidents du PPDG ainsi qu'avec Dominique Larifla, mène une liste de son côté.

### Liste indépendantiste (MGÉ)
Léopold-Édouard Deher-Lesaint, candidat au législatives de 1993 dans la 2e circonscription (86 voix, 0,32%) sous le label du « Mouvement guadeloupéen écologiste ». Mr Deher-Lesaint est un militant indépendantiste guadeloupéen.

### Liste indépendantiste (UPLG)
Les indépendantistes de l'Union populaire pour la libération de la Guadeloupe, qui ont trois sortants, repartent et c'est toujours Roland Thésauros, universitaire, qui mène la liste.

### Liste trotskiste (CO)
Gérard Séné mène de nouveau une liste Combat ouvrier, comme en 1983, 1986 et 1992. 

## Résultats
| Tête de liste  | Tête de liste                 | Liste          | Premier tour | Premier tour | Premier tour | Sièges | Sièges | Sièges        |
| Tête de liste  | Tête de liste                 | Liste          | #            | %            | Évolution    |        | %      | Évolution     |
| -------------- | ----------------------------- | -------------- | ------------ | ------------ | ------------ | ------ | ------ | ------------- |
|                | Lucette Michaux-Chevry        | RPR            | 63 065       | 48,03        | 0,27         | 25     | 59,52  | 3             |
|                | Jacques Gillot                | GUSR-FGPS-PPDG | 32 148       | 24,49        | 8,95         | 12     | 29,27  | 2             |
|                | Ibo Simon                     | GD             | 7 525        | 5,73         | n/a          | 2      | 4,88   | 2             |
|                | Mona Cadoce                   | PCG            | 6 941        | 5,29         | 0,76         | 2      | 4,88   | en stagnation |
|                | José Toribio                  | PSG            | 6 509        | 4,96         | n/a          |        |        |               |
|                | Roland Thésauros              | UPLG           | 5 390        | 4,11         | 3,64         |        |        | 3             |
|                | Félix Proto                   | diss FGPS      | 4 262        | 3,25         | n/a          |        |        |               |
|                | Maurice Anselme               | Les Verts      | 1 746        | 1,33         | n/a          |        |        |               |
|                | Amédée Adélaïde               | UDF            | 1 196        | 0,91         | n/a          |        |        |               |
|                | Gérard Séné                   | CO             | 922          | 0,70         | n/a          |        |        |               |
|                | Octavie Losio                 | NOFWAP         | 906          | 0,69         | 0,14         |        |        |               |
|                | Jacques Lurel                 |                | 640          | 0,49         | n/a          |        |        |               |
|                | Léopold-Édouard Deher-Lesaint | MGÉ            | 43           | 0,03         | n/a          |        |        |               |
|                |                               |                |              |              |              |        |        |               |
| Inscrits       | Inscrits                      | Inscrits       | 259 904      | 100,00       | 34 970       |        |        |               |
| Votants        | Votants                       | Votants        | 141 908      | 54,60        | 8,65         |        |        |               |
| Blancs et nuls | Blancs et nuls                | Blancs et nuls | 10 615       | 7,48         | 1,82         |        |        |               |
| Exprimés       | Exprimés                      | Exprimés       | 131 293      | 92,52        |              |        |        |               |